# Aleksander Przypkowski
Aleksander Przypkowski herbu Radwan (ur. ok. 1595, zm. 1 sierpnia 1639 w Przytkowicach) – działacz kalwiński, dyplomata, dworzanin Krzysztofa Radziwiłła. Był synem Jana i Krystyny Oleśnickiej.
Po powrocie ze studiów uniwersyteckich w Marburgu (1616) i Bazylei (1617) wstąpił w 1620 na służbę do księcia Krzysztofa Radziwiłła. W 1621 był w otoczeniu księcia podczas wyprawy inflanckiej przeciw Szwedom. W 1622 jako zarządca dworu księżnej Anny Radziwiłłowej opiekował się małoletnim Januszem Radziwiłłem. W 1627 objął zarząd dóbr i miasta Kiejdan, w których prowadził rozbudowę zboru kalwińskiego (1628).
W latach 1628–1633 przebywał za granicą z Januszem Radziwiłłem jako opiekun księcia. Byli m.in. u elektora saskiego Jana Jerzego (marzec 1630), odwiedzili Luizę Juliannę Orańską, wdowę po Fryderyku IV, elektorze palatynie Renu (grudzień 1630). W grudniu 1630 zatrzymali się w Altdorfie; 20 stycznia 1631 Przypkowski wraz z księciem Januszem zapisali się na tamtejszy uniwersytet, co nie spodobało się Krzysztofowi Radziwiłłowi; wkrótce opuścili Niemcy i z nakazu Radziwiłła udali się do Lejdy, gdzie na tamtejszym uniwersytecie 14 kwietnia 1631 wpisał się Przypkowski jako aulae magister księcia Janusza.
Na początku 1634 został wysłany przez Władysława IV Wazę z poufną misją do Anglii, do Karola I, w trakcie której miał omówić plany małżeństwa Władysława Wazy z Elżbietą, córką palatyna Renu Fryderyka; miał także przeprowadzić rozmowy w sprawie pomocy floty i żołnierzy angielskich do zabezpieczenia Bałtyku przed szwedzkimi restrykcjami.
W 1635 został cześnikiem oszmiańskim; objęcie tego urzędu wiązało się z małżeństwem Przypkowskiego z Katarzyną z Wilczków, wdową po marszałku oszmiańskim, Jerzym Szorcu. W tym samym roku został namiestnikiem Krzysztofa Radziwiłła w administracji ekonomii mohylewskiej.
Zmarł 1 sierpnia 1639 w Przytkowicach. Katarzyna z Wilczków Przypkowska sprowadziła zwłoki męża do Wilna i 25 lutego 1640 pochowała na tamtejszym cmentarzu ewangelickim.
W trakcie jego pogrzebu doszło do incydentu na tle wyznaniowym. Kondukt, jako kalwiński, został napadnięty przez tłum i tylko dzięki piechocie Janusza Radziwiłła, który nakazał strzelać do pospólstwa, zamieszki nie przerodziły się w tumult.